# Andrea Schina
Andrea Schina (Torino, 9 novembre 1993) è un hockeista su ghiaccio italiano, difensore dell'HCMV Varese Hockey.

## Palmarès
- Coppa Italia: 5

Valpellice: 2012-2013, 2015-2016
Milano: 2016-2017, 2017-2018
Varese:  2022-2023
- Serie B: 2

Milano: 2016-2017
Varese: 2022-2023